# Moller-Haus

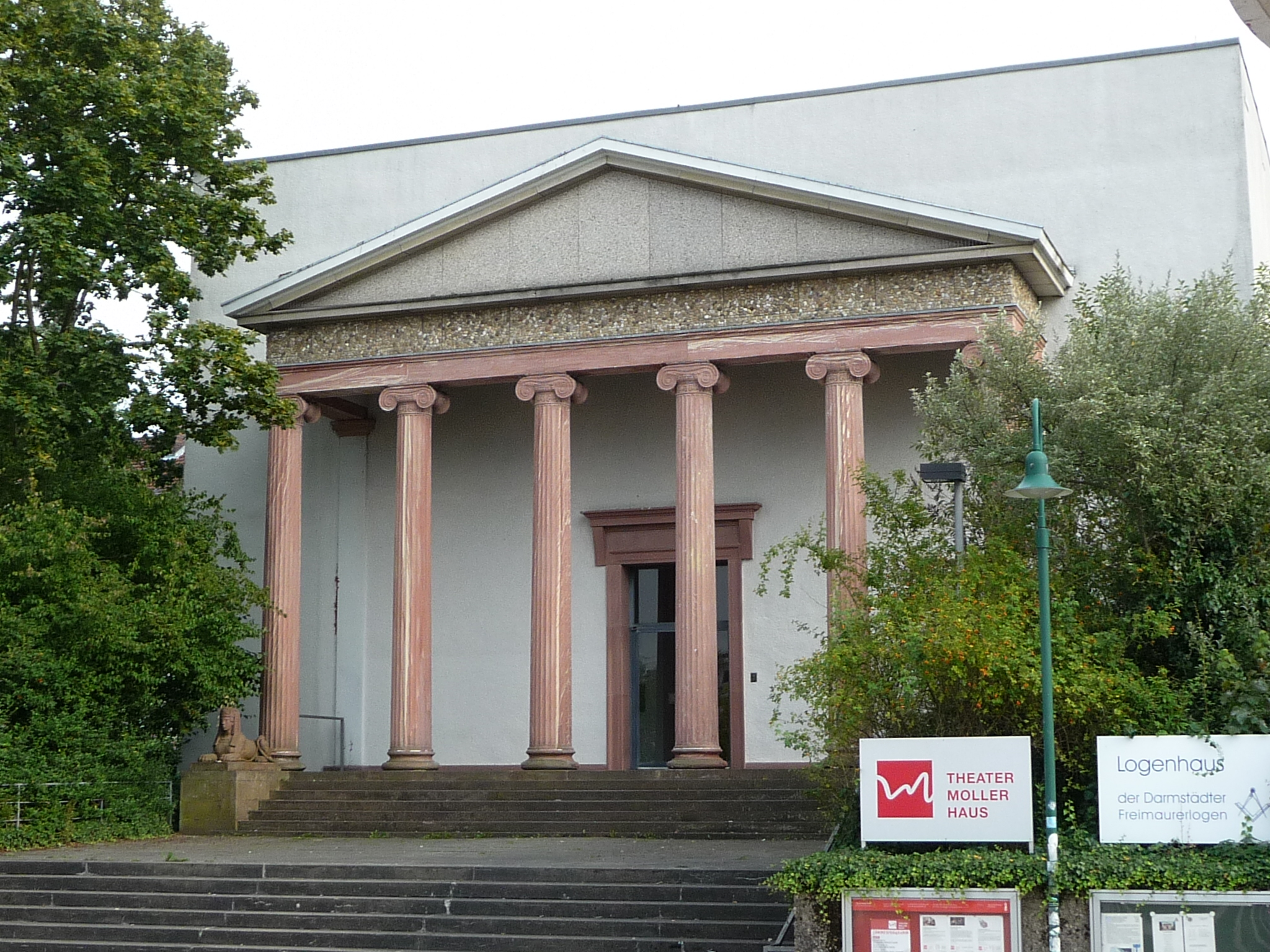
Moller-Haus (2014)

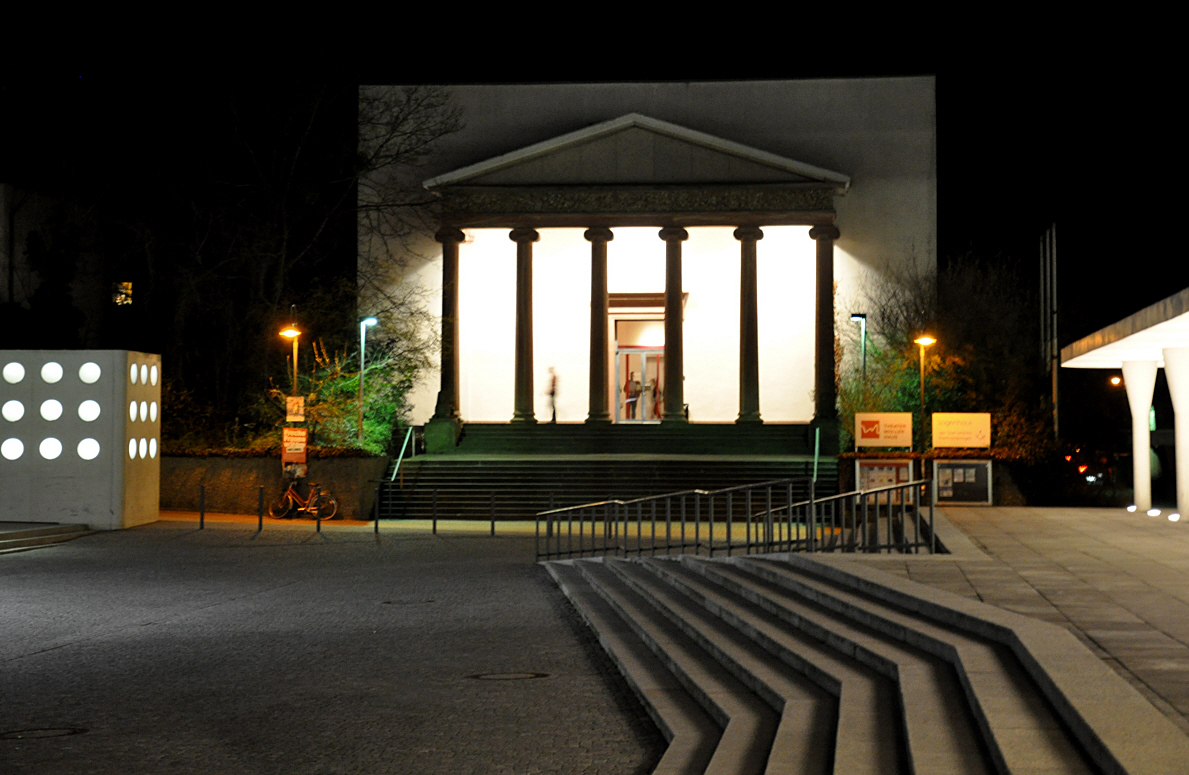
Moller-Haus (2011)

Das Moller-Haus ist ein denkmalgeschütztes Veranstaltungsgebäude in Darmstadt.

## Geschichte
Für die 1816 gegründete Freimaurerloge Johannes der Evangelist zur Eintracht stellte Großherzog Ludewig I. ein Baugrundstück in der Sandstraße 10 zur Verfügung. Unter den Gründungsmitgliedern befanden sich der 1774 in Moskau in den Freimaurerbund aufgenommene Großherzog Ludewig I. und der Architekt Georg Moller.
Georg Moller entwarf das klassizistisch gestaltete Versammlungshaus, das 1818 eingeweiht werden konnte. Es besaß einen T-förmigen Grundriss mit einem fensterlosen Hinterbau, in dem sich der große Versammlungssaal, der Logensaal, befand, sowie einen quer gestellten Vorderbau mit Portikus und Freitreppe, in dem ein Vorsaal, ein Konferenzzimmer und ein Gesellschaftszimmer lagen. Im Jahre 1826 schuf Philipp Johann Scholl (1805–1861) die zwei Sphingen links und rechts der Treppe. Ab dem Jahr 1854 konnte die Loge das südlich angrenzende große Gartengrundstück erwerben und als Park umgestalten.
Nachdem die Nationalsozialisten 1933 die Loge verboten hatten, nutzte die Tanzschule Bäulke die Räumlichkeiten. Bei einem Luftangriff im Jahr 1944 wurde das Gebäude fast vollständig zerstört.
Als sich direkt nach Kriegsende die Loge wiedergründete, beschlossen die Mitglieder den Aufbau des im Krieg zerstörten Logengebäudes und kauften es 1948 gemeinsam mit der Stadt Darmstadt zurück. Erhalten waren nur der Portikus mit sechs steinernen ionischen Säulen und die beiden Sphingen entlang der Freitreppe.
In den Jahren 1962 bis 1966 wurde an gleicher Stelle ein Neubau unter Verwendung des leicht veränderten Säulenportikus nach Plänen der Architekten Rolf Romero und Lothar Willius errichtet. 1998 überließ die Stadt Darmstadt den „Gartensaal“ und seine Nebenräume einem Trägerverein der Freien Theaterszene.
Zwischen Juni 2016 und September 2017 wurde das Gebäude für 3,1 Mio. Euro energetisch saniert und barrierefrei ausgebaut.

## Das Moller-Haus heute
Die Liegenschaft ist im Besitz der Stadt Darmstadt und der Loge Johannes der Evangelist zur Eintracht. Seit Ende 1998 nutzt die Freie Szene Darmstadt e.V., ein Zusammenschluss freier Darmstädter Theatergruppen und Einzelkünstler, das Theater Moller-Haus als Probe- und Spielstätte. Weiterhin dient das Gebäude den Darmstädter Freimaurerlogen Johannes der Evangelist zur Eintracht der Alten Freien und Angenommenen Maurer von Deutschland, Zum flammenden Schwert des Freimaurerordens und der Frauenloge Vier Elemente zum Licht als Versammlungsort.